# Національний олімпійський комітет Азербайджану
Національний олімпійський комітет Азербайджану (азерб. Azərbaycan Milli Olimpiya Komitəsi) — незалежна громадська організація, зі статусом юридичної особи, що пройшов державну реєстрацію в Міністерстві Юстиції Азербайджанської Республіки. Статут організації визнаний з боку МОК в 1993 році. Представляє країну в міжнародному Олімпійському русі. Скорочена назва – АзМОК. Діє на основі Олімпійської Хартії а також Закону Азербайджанської Республіки про підприємства і громадські організації. Президентом АзНОК є президент Азербайджанської Республіки – Ільхам Алієв.

## Загальні відомості
Національний олімпійський комітет Азербайджану був створений в 1992 році і визнаний Міжнародним олімпійським комітетом у 1993 році.
Азербайджан вперше взяв участь на Олімпійських іграх як незалежна держава в 1996 році, і з тих пір відправляє спортсменів на всі олімпіади.
Раніше азербайджанські атлети змагалися у складі команди Радянського Союзу на Олімпійських іграх з 1952 по 1988 рік, а після розпаду Радянського Союзу, Азербайджан був частиною єдиної команди на олімпіаді 1992 року.
Азербайджанські спортсмени завоювали в цілому шістнадцять медалей на літніх Олімпійських іграх, в Греко-римської боротьби, стрільби, боксі та дзюдо. На зимових Олімпійських іграх спортсмени Азербайджану медалі не завойовували.
На XXVII Генеральної Асамблеї Європейського Олімпійського Комітету віце-президент Азербайджанського Національного Олімпійського Комітету Чингіз Гусейнзаде був обраний до складу комісії «Підготовка до Олімпійських Ігор», а генеральний секретар Агаджан Абієв - в комісію «Технічне співробітництво».

## Основні цілі та завдання
Основною метою АзМОК є розвиток і захист Олімпійського Руху в Азербайджані на основі Олімпійської Хартії.

## Керівництво АзМОК
1. Президент – Ільхам Алієв

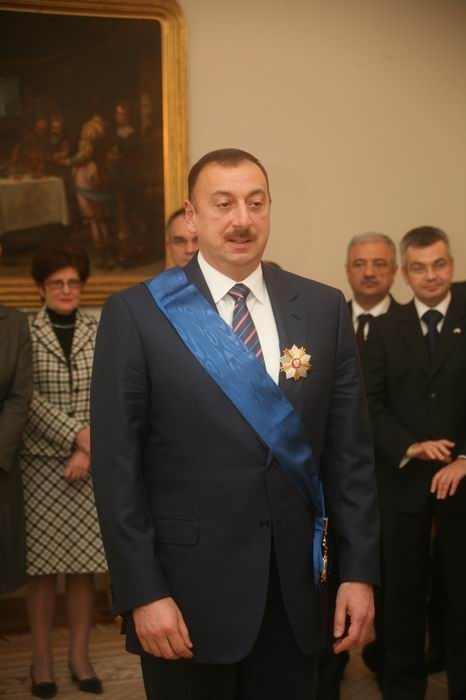
Президент АзМОК Ільхам Алієв

2. I Віце-президент – Абульфаз Гараев
3. Віце-президент – Чингіз Гусейнзаде
4. Віце-президент – Хазар Ісаєв
5. Генеральний Секретар – Агаджан Абієв

## Структура АзМОК
- Генеральна Асамблея (до складу входить 133 члена)
- Виконавчий Комітет (складається з 17 чоловік)
- Президент